# Pelle Pihl
Pelle Pihl   (Uddevalla, 13 de gener de 1910 - Karlstad, 11 de març de 1989) fou un atleta suec, especialista en curses de mig fons, que va competir durant la dècada de 1930.
En el seu palmarès destaquen una medalla de bronze al Campionat d'Europa d'atletisme de 1934, fent equip amb Sven Strömberg, Gustaf Ericson i Bertil von Wachenfeldt, i el campionat nacional dels 800 metres de 1932.
Pihl fou també un destacat jugador de bitlles.